# كيونوبو مير
كيونوبو مير (24 ديسمبر 1907 – 24 ديسمبر 1954) هو ملاكم ياباني راحل، مثّل بلاده في الألعاب الأولمبية الصيفية 1932.

## روابط خارجية
كيونوبو مير على موقع أوليمبيديا (الإنجليزية)